# 鍾觀光故居
29°51′20.2″N 121°55′10.4″E / 29.855611°N 121.919556°E
鍾觀光故居是植物学家鍾觀光在家乡宁波市北仑区的故居，位于柴桥街道大溟村姚江岸29号、32号至38号。鍾觀光在此度过年轻时代及晚年。建筑占地面积1824平方米，由祖传屋和自建屋组成。祖传屋建于清光绪十年（1884年），坐西南朝东北，有正屋前后两进及左右厢房各一进，均面阔五间二弄，左右厢房面阔各二间。自建屋建于20世纪初，位于祖传屋西北，坐西北朝东南，主体建筑为西洋风格、面阔五间米，另建有厢房和披屋。2021年5月，故居辟为鍾觀光纪念馆并向社会免费开放，2023年9月1日被列入宁波市文物保护单位。